# Matt Targett
Matthew Robert Targett (sinh ngày 18 tháng 9 năm 1995) là một cầu thủ bóng đá chuyên nghiệp thi đấu ở vị trí hậu vệ cho câu lạc bộ Newcastle United Premier League. Anh đã đại diện cho cả Scotland và Anh ở các cấp độ trẻ.

## Danh hiệu
Southampton
- U21 Premier League Cup: 2014–15[4]

Fulham
- Vòng play-off EFL Championship: 2018[5]

Aston Villa
- Cúp EFL: Á quân 2019–20[6]

Newcastle United
- Cúp EFL: Á quân 2022–23[7]

Anh U-21
- Toulon Tournament: 2016 [8]

Cá nhân
- Cầu thủ xuất sắc nhất mùa giải của Aston Villa: 2020–21[9]